# Гаспар де Портола
Гаспар де Портола, Гаспар де Портола-і-Ровіра (кат. Gaspar de Portolà i Rovira; 1716 — 1784) — іспанський солдат і першопрохідник, губернатор обох Каліфорній, засновник міст Сан-Дієго і Монтерей.
Народився в Каталонії, у знатній родині. Служив на державній службі в Італії та Португалії, потім у 1767 році призначений віце-королем Каліфорнії. Після заборони Карлом III єзуїтського ордену Гаспару Портоле було доручено вигнання єзуїтів з обох Каліфорній. Чотирнадцять місій було конфісковано і передано францисканцям і трохи пізніше — домініканцям.
У 1769 та 1770 роках Гаспар Портола очолив морську та сухопутну експедиції на північ Каліфорнії. Пізніше служив губернатором Пуебли в Мексиці. Залишок життя провів в Іспанії, полковником драгунського полку.